# Représentations diplomatiques en Tunisie

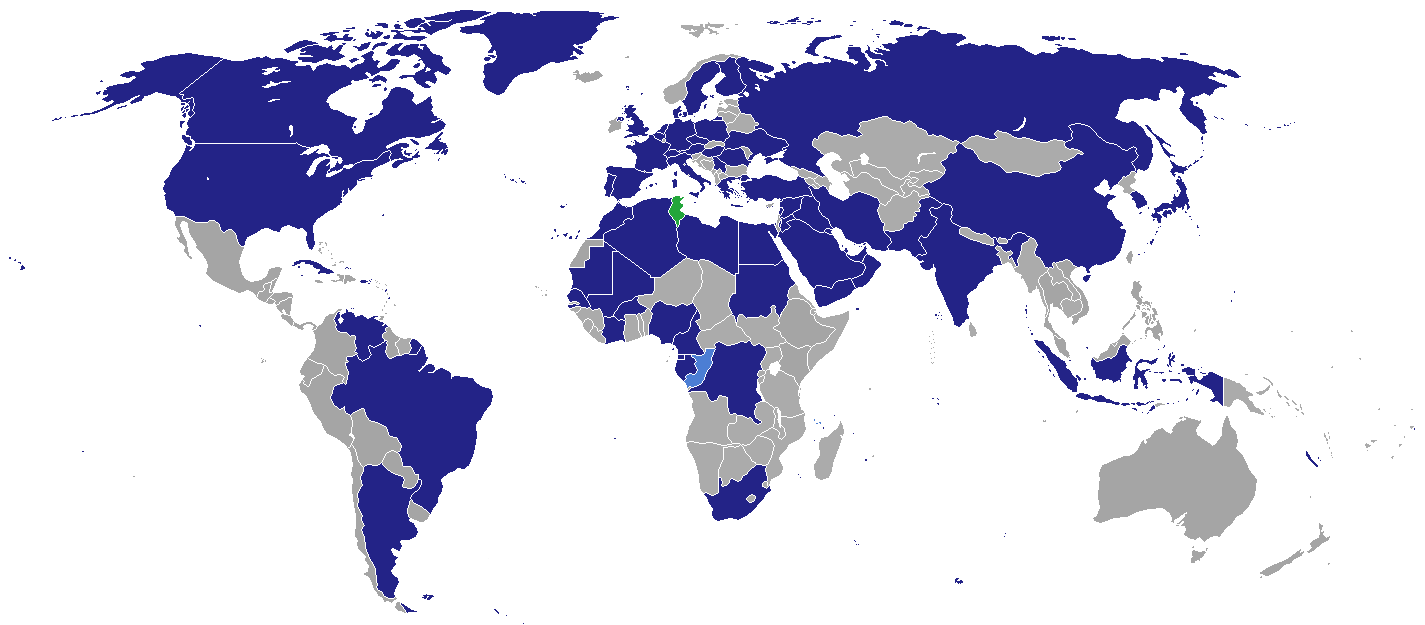
Carte des représentations diplomatiques en Tunisie.

Ceci est une liste des représentations diplomatiques en Tunisie. Il y a actuellement 63 ambassades à Tunis, et de nombreux pays ont des consulats dans d'autres villes tunisiennes (à l'exclusion des consulats honoraires).

## Ambassades à Tunis
- Afrique du Sud
- Algérie
- Allemagne
- Arabie saoudite
- Argentine
- Autriche
- Bahreïn
- Belgique
- Brésil
- Bulgarie
- Burkina Faso
- Cameroun
- Canada
- Chine
- Corée du Sud
- Côte d'Ivoire
- Cuba
- Égypte
- Émirats arabes unis
- Espagne
- États-Unis
- Finlande
- France
- Gabon
- Grèce
- Guinée équatoriale
- Hongrie
- Inde
- Indonésie
- Irak
- Iran
- Italie
- Japon
- Jordanie
- Koweït
- Liban
- Libye
- Mali
- Malte
- Maroc
- Mauritanie
- Nigeria
- Oman
- Pakistan
- Palestine
- Pays-Bas
- Pologne
- Portugal
- Qatar
- République démocratique du Congo
- République tchèque
- Roumanie
- Royaume-Uni
- Russie
- Sénégal
- Serbie
- Soudan
- Suède
- Suisse
- Syrie
- Turquie
- Ukraine
- Venezuela
- Yémen

## Autres bureaux diplomatiques à Tunis
- Catalogne (délégation)[1]
- Union européenne (délégation)

## Consulats
- Algérie (consulat général au Kef)
- Algérie (consulat général à Gafsa)
- Libye (consulat général à Sfax)

## Ambassades non résidentes
- Albanie (Rabat)
- Angola (Alger)
- Arménie (Erevan)
- Australie (La Valette)[2]
- Azerbaïdjan (Alger)
- Bangladesh (Tripoli)
- Bénin (Rabat)
- Bosnie-Herzégovine (Tripoli)[3]
- Botswana (Addis-Abeba)
- Brunei (Le Caire)
- Burundi (Rabat)
- Chili (Rabat)[4]
- Chypre (Paris)[5]
- Colombie (Alger)
- République du Congo (Alger)
- Croatie (Rabat)[6]
- Danemark (Alger)
- Djibouti (Paris)
- Estonie (Paris)
- Éthiopie (Rabat)
- Gambie (Rabat)
- Géorgie (Le Caire)
- Ghana (Alger)
- Guinée (Alger)
- Guinée-Bissau (Alger)
- Islande (Paris)[7]
- Irlande (Madrid)[8]
- Kazakhstan (Le Caire)
- Kenya (Le Caire)
- Kiribati (New York)
- Kirghizistan (Koweït)
- Laos (Paris)
- Lettonie (Riga)
- Lesotho (Tripoli)[9]
- Lituanie (Paris)[10]
- Maldives (Londres)
- Madagascar (Alger)
- Malawi (Le Caire)
- Malaisie (Alger)
- Maurice (Le Caire)
- Mexique (Alger)[11]
- Moldavie (Madrid)
- Mozambique (Le Caire)
- Népal (Le Caire)
- Nicaragua (Paris)
- Niger (Alger)
- Norvège (Alger)[12]
- Nouvelle-Zélande (Le Caire)
- Pérou (Alger)[13]
- Philippines (Tripoli)
- Papouasie-Nouvelle-Guinée (Bruxelles)
- République centrafricaine (Rabat)
- République dominicaine (Rabat)
- Rwanda (Le Caire)
- Saint-Marin (Saint-Marin)
- Salvador (Paris)
- Singapour (Singapour)[14]
- Slovaquie (Le Caire)
- Slovénie (Rome)[15]
- Soudan du Sud (Le Caire)[16]
- Sierra Leone (Le Caire)
- Sri Lanka (Le Caire)
- Togo (Rabat)
- Turkménistan (Rome)
- Tanzanie (Paris)[17]
- Tchad (Alger)
- Thaïlande (Rabat)
- Tadjikistan (Le Caire)
- Uruguay (Le Caire)
- Ouzbékistan (Rome)
- Ouganda (Le Caire)
- Vatican (Alger)
- Viêt Nam (Rome)
- Zambie (Le Caire)
- Zimbabwe (Alger)